# Un tueur sur la route
Un tueur sur la route (Killer on the Road ou Silent Terror) est un roman policier de James Ellroy, paru en 1986.

## Historique
Le roman est publié initialement sous le titre Silent Terror contre l'avis de l'auteur. Dès sa réédition, l'œuvre est rebaptisée Killer on the Road, titre conforme à la volonté de l'auteur que le traducteur français Freddy Michalski respecte dans sa traduction.

## Résumé
Le récit relate l'histoire de Martin Michael Plunkett, un meurtrier sexuel sévissant aux États-Unis.  Il évoque cet enfant prodige, dont le père est un malfrat et la mère, une alcoolique, qui souffre en outre d'une addiction à la drogue. Après le divorce de ses parents, Plunkett développe d'inquiétants fantasmes par lesquels il assemble des parties de corps de ses camarades de classe. Ces fantasmes le poussent au voyeurisme et, de l'âge de 7 à 11 ans, il espionne ses voisins et des inconnus pendant leurs ébats sexuels. 
À l'école, ses professeurs remarquent l'attitude défiante et perturbée de Plunkett. Grand lecteur de bandes dessinées, ce dernier s'identifie à un héros qui, grâce au don d'invisibilité, devient un grand voleur de bijoux. Ainsi se construit peu à peu la personnalité du criminel qui cherche à agir dans l'ombre, à se fondre dans la masse des innocents. 
Pour acquérir l'équipement nécessaire à ses forfaits, Plunkett vole sa mère, puis, lorsqu'elle le punit, l'assassine froidement en lui faisant ingurgiter des doses massives d'amphétamines. Il boit même le sang de sa victime avant d'appeler la police qui conclut à un suicide. Placé dans un foyer d'accueil, Plunkett respecte les propres règles qu'il s'est fixées et donne toutes les apparences d'un sage adolescent, alors qu'il commence à commettre des vols chez des femmes, s'emparant d'objets fétiches et tuant leurs animaux domestiques. Épinglé au cours d'un cambriolage, il est incarcéré pendant un an.
En prison, Plunkett s'exerce à perfectionner ses capacités physiques et ses méthodes en prenant exemple sur les autres détenus. Il rencontre aussi son idole, le tueur Charles Manson, et se promet d'atteindre une stature de criminel digne de ce parfait symbole du Mal.
Après avoir purgé sa peine, Plunkett réintègre la vie civile, mais sa schizophrénie se développe rapidement et l'incite à commettre des crimes de plus en plus violents. Un soir, il tue une jeune fille et son petit ami qui l'avaient invité à leur appartement pour fumer de la marijuana. L'assassin parvient à camoufler son double meurtre avec succès et, dès lors, il se lance sur les routes de l'Ouest des États-Unis en quête de victimes, à bord d'une camionnette Dodge transformée en véritable usine à assassiner. Quand il est appréhendé au Wisconsin par le sergent Ross Anderson, ce dernier se révèle lui-même un tueur en série. En admiration devant l'intelligence de Plunkett, le policier exerce toute son influence pour protéger ses actions criminelles jusqu'à ce que Thomas Dusenberg, un agent du FBI, arrête Anderson qui livre son complice en échange d'une condamnation qui exclut la peine de mort. Avant d'être lui-même arrêté, Plunkett, par représailles, assassine tous les membres de la famille Anderson. 
Condamné à perpétuité, Plunkett est écroué à la prison de Sing Sing, où il accepte d'écrire et de vendre ses mémoires à un éditeur, avant d'annoncer son intention de se suicider en utilisant ses seules capacités cérébrales. 